# 双手高球参
双手高球参（学名：Ypsilothuria bitentaculata）为高球参科高球参属的动物。分布于世界广布以及中国大陆的东海沿海、南沙群岛等地，多生活于深海种以及常生活于水深135-4400米的软泥底。该物种的模式产地在中美洲西海岸外海。